# مقاول عام
المقاول العام أو المتعهد مسئول تخول له مهام الإشراف ومتابعة فريق العمل والتواصل مع الجهات المعنية للمشروع الإنشائي.
المقاول في الغالب يكون شركة أو مؤسسة لها كيان قانوني وتخضع لمعايير أنظمة البناء وفقًا للبلد التي تعمل فيه.
والمقاول المستقل شخص يتعاقد مع الآخرين للقيام بعملٍ معيَّن أو أداء خدمة معيَّنة، ولا يكون تحت سيطرة أو إشراف الشخص الذي يؤدي العمل أو الخدمة له. يختلف المقاول المستقل عن الموظف بصورة أساسية، بمقدار السيطرة والإشراف اللذين يمارسهما صاحبُ العمل على طريقة تأدية العمل أو الخدمة، وليس فقط على النتائج المتحقِّقة من ذلك.